# Список игр в постоянной коллекции Музея современного искусства
В данный список включены компьютерные игры, находящиеся в постоянной коллекции Музея современного искусства на Манхэттене в Нью-Йорке (англ. Museum of Modern Art, сокр. MoMA). Эти игры были отобраны с целью демонстрации элементов дизайна в них. В ноябре 2012 года был составлен список из четырнадцати видеоигр с планами его расширения до сорока, поскольку музей старается приобрести права на их показ. В июне 2013 года представители MoMA включили ещё шесть игр, а также игровую приставку.
Коллекция, куратором которой является Паола Антонелли, была продемонстрирована в галерее архитектуры и дизайна имени Филипа Джонсона. Большинство видеоигр в музее доступны для воспроизведения и все они показываются таким образом, чтобы свести чувство ностальгии к минимуму.

## История

Демонстрация игры Pac-Man в музее. Она находится рядом с выходом из лифта и считается одной из самых популярных игр на выставке

Составление подобного списка вызывало споры среди критиков и искусствоведов, так как видеоигры, по их мнению, обычно не считаются искусством, и им не место в художественной галерее. Однако коллекция создавалась по образцу выставки 1934 года «Машинное искусство» Филипа Джонсона, на которой были выставлены в минималистском стиле детали машин, чтобы подчеркнуть их механический дизайн. Включение компьютерных игр в музей создало бы «шок, который заставил бы людей осознать, насколько великолепны и важны функционально дизайнерские решения». Чтобы минимизировать такие факторы, как чувство ностальгии, все игры отображаются в минималистическом стиле — на стене висит экран с игрой, а рядом стоит устройство управления ею.
Отдельные видеоигры в музее демонстрировались и до составления списка — в 2012 году была выставлена игра Katamari Damacy. Выставка стала частью движения за включение форм, выходящих за рамки традиционных медиа, которое MoMA начал в 2006 году, начав с цифровых типов шрифта, а затем перейдя к компьютерным играм. Музей тщательно позаботился о регулировании потока туристов. Игры, в которые будут активно играть, вроде Pac-Man, были размещены рядом со входами и выходами. Для некоторых игр, которые требуют большего времени на прохождение, были разработаны демоверсии.
Несмотря на то, что MoMA заинтересован в приобретении аппаратного обеспечения и интерфейсе игры, представители музея заявляли, что проприетарный исходный код считается наиболее ценным. По словам Антонелли, «если мы не можем получить код, мы приобретаем различные эмуляции, картриджи и аппаратное обеспечение. Но то, что мы хотим показать — это интерактив».
Коллекция ориентирована на «золотые» времена аркадных автоматов и 8-битных игровых консолей, поскольку в эту эпоху «небольшое количество провидцев заложило основу того, где мы сейчас находимся». По словам Пола Гэллоуэя, «многие ранние, казалось бы, простые игры остаются такими же жизненно важными и привлекательными, какими они были в 1970-х и 1980-х годах». В музей добавили консоль Magnavox Odyssey Ральфа Бера — она считается одновременно очень важной для зарождения индустрии видеоигр и «шедевром промышленного дизайна».

## Список
«Волна» означает, когда игра была включена в список — первая «волна» была опубликована 29 ноября 2012 года, вторая — 23 июня 2013. Street Fighter II добавлена в ноябре 2013, а «Змейка» — в октябре 2015 года. В июле 2023 года в Музее прошла выставка Never Alone, в которой представили несколько игр.
| Название                           | Разработчик                     | Платформа         | Год  | Примечания | Волна |
| ---------------------------------- | ------------------------------- | ----------------- | ---- | --- | ----- |
| Another World                      | Delphine Software International | Разные            | 1991 | | 1     |
| Asteroids                          | Atari                           | аркадный автомат  | 1979 | | 2     |
| Canabalt                           | Адам Солтсман                   | мобильный телефон | 2009 | | 1     |
| Dwarf Fortress                     | Bay 12 Games                    | PC                | 2006 | Если становится доступна новая версия игры, MoMA мгновенно загружает и архивирует её на своих защищённых серверах. Сложная игра доступна для посетителей в виде «кинематографического трейлера».                          | 1     |
| EVE Online                         | CCP Games                       | PC                | 2003 | Массовая многопользовательская онлайн-игра установлена как «день во вселенной» игры. Кроме того, музей предлагает посмотреть видеопрезентацию о том, как развивалась виртуальная экономика в EVE Online с момента релиза. | 1     |
| flOw                               | Thatgamecompany                 | PlayStation 3     | 2006 | | 1     |
| Katamari Damacy                    | Namco                           | PlayStation 2     | 2004 | Первоначально она была частью выставки «Век ребёнка». | 1     |
| Magnavox Odyssey                   | Ральф Бер                       |                   | 1972 | Игровая приставка самого первого поколения игровых систем. | 2     |
| Minecraft                          | Mojang Studios                  | PC                | 2011 | | 2     |
| Myst                               | Cyan Worlds                     | Разные            | 1993 | Доступна только в виде видеопрезентации, сам игровой процесс игры недоступен. | 1     |
| Pac-Man                            | Namco                           | аркадный автомат  | 1980 | | 1     |
| Passage                            | Джейсон Рорэр                   | PC                | 2008 | | 1     |
| Pong                               | Atari                           | аркадный автомат  | 1972 | | 2     |
| Portal                             | Valve                           | Разные            | 2007 | | 1     |
| SimCity 2000                       | Maxis                           | Разные            | 1994 | Из-за сложности игры, посетителям подготовили специальную демоверсию, а скриншоты из SimCity показаны на фреске с несколькими колоннами от пола до потолка.                                                               | 1     |
| The Sims                           | Maxis                           | Разные            | 2000 | Доступна только в виде видеопрезентации, сам игровой процесс игры недоступен. | 1     |
| «Змейка»                           | Nokia                           | Разные            | 1997 | | 4     |
| Space Invaders                     | Taito Corporation               | аркадный автомат  | 1978 | | 2     |
| Street Fighter II                  | Capcom                          | аркадный автомат  | 1991 | | 3     |
| Tempest                            | Atari                           | аркадный автомат  | 1981 | | 2     |
| «Тетрис»                           | Алексей Пажитнов                | Разные            | 1984 | Копия «Тетриса» в музее работает на компьютере Apple, имитирующем компьютер советской эпохи, для которого игра была разработана в 1984 году.                                                                              | 1     |
| Vib-Ribbon                         | NanaOn-Sha                      | PlayStation       | 1999 | | 1     |
| Yars’ Revenge                      | Atari                           | Atari 2600        | 1982 | | 2     |
| Canabalt                           | Адам Солтсман                   | мобильный телефон | 2009 | | 1     |
| This War of Mine                   | 11 bit studios                  | Разные            | 2014 | | 5     |
| Never Alone                        | Upper One Games                 | Разные            | 2014 | | 5     |
| Everything is Going to Be OK       | Натали Лоухед                   | Разные            | 2017 | | 5     |
| Papers, Please                     | 3909 LLC                        | Разные            | 2013 | | 5     |
| Getting Over It with Bennett Foddy | Беннетт Фодди                   | Разные            | 2013 | | 5     |